# Microscopie à force piézoélectrique

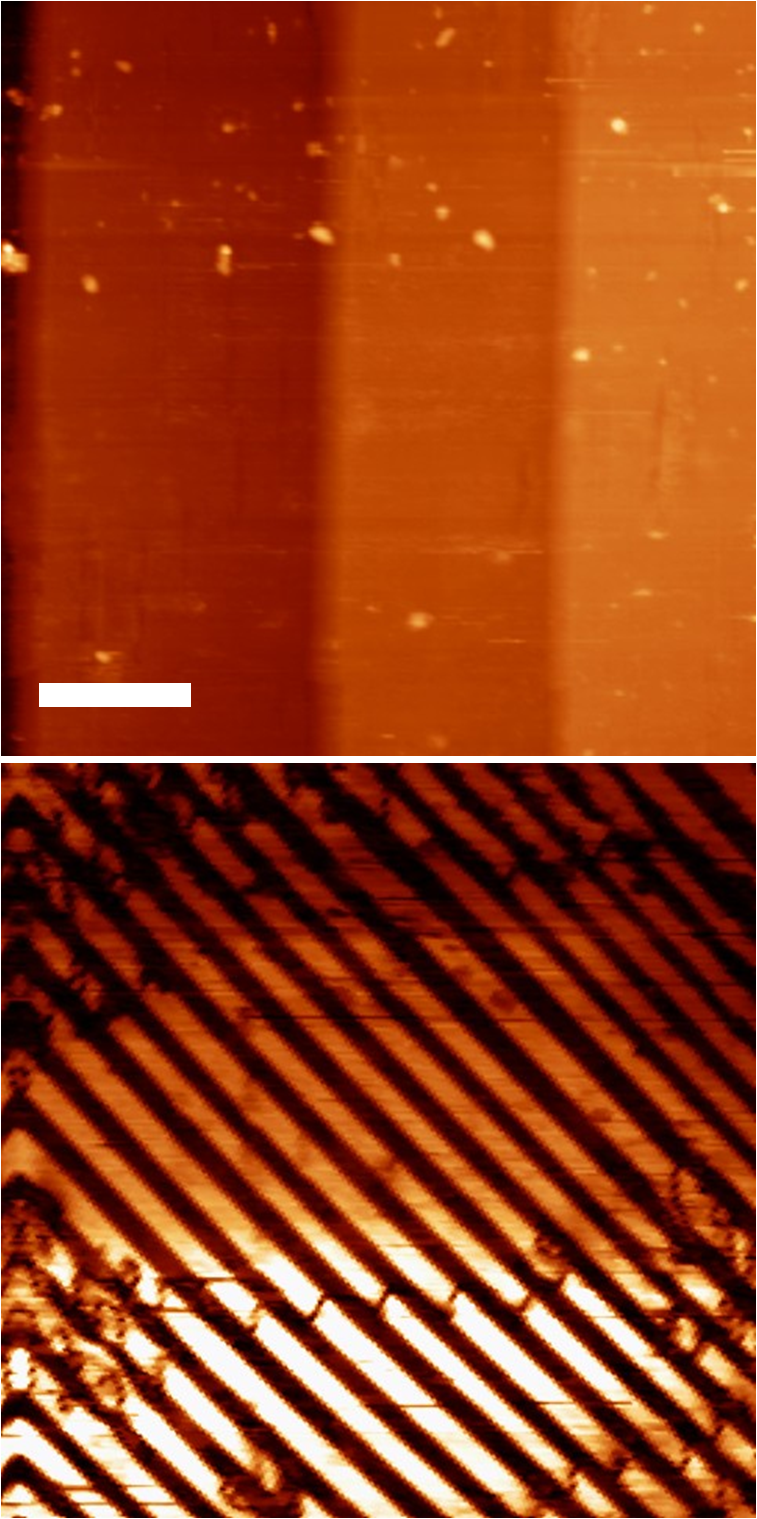
Images PFM d'un cristal de BaTiO_{3} : topographie (en haut) et structure en domaines ferroélectriques (en bas). La barre d'échelle fait 10 μm.

La microscopie à force piézoélectrique (abrégée en PFM, de l'anglais Piezoresponse force microscopy) est un mode d'utilisation du microscope à force atomique (AFM) qui permet d'imager et de manipuler les domaines ferroélectriques d'un matériau. Pour ce faire, une pointe conductrice est amenée au contact de l'échantillon. On applique un potentiel alternatif au niveau de la pointe afin d'exciter localement la déformation de l'échantillon par l'effet piézoélectrique inverse. Cette déformation fait osciller le micro-levier de l'AFM dont les mouvements sont détectés par la méthode standard à l'aide d'une photodiode divisée en quatre. Le signal à la fréquence de travail est ensuite isolé par un amplificateur à détection synchrone. En balayant la surface de l'échantillon de cette manière, on peut obtenir simultanément une image de la topographie et de la structure en domaines ferroélectriques avec une bonne résolution.

## Principe

### La pointe conductrice
La caractéristique la plus importante d'une pointe de PFM est qu'elle doit être conductrice. C'est nécessaire afin d'appliquer un potentiel à l'échantillon. En général, ces pointes sont réalisées en ajoutant à une pointe standard en silicium un revêtement conducteur dont les plus communs sont le platine, l'or, le tungstène ou même le diamant dopé.

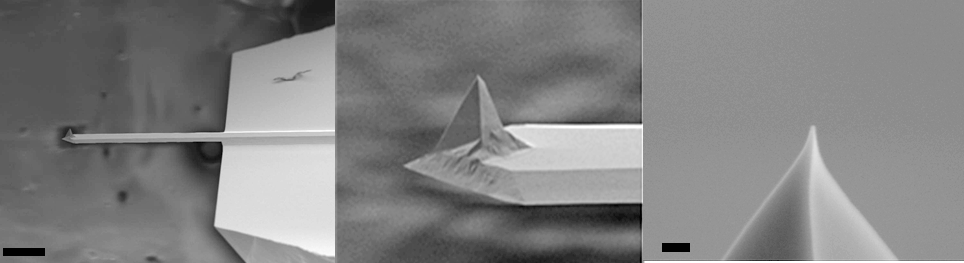
Images MEB d'une pointe PFM avec un revêtement de PtIr_{5}. Les images vont par grossissement croissant ; la barre d'échelle de la première image à gauche fait 50 µm et celle de l'image de droite 200 nm. La première image montre le substrat, le micro-levier et la pointe. La deuxième montre la géométrie de la pointe et la dernière son sommet dont le rayon de courbure est inférieur à 40 µm.

## Exemples d'images PFM

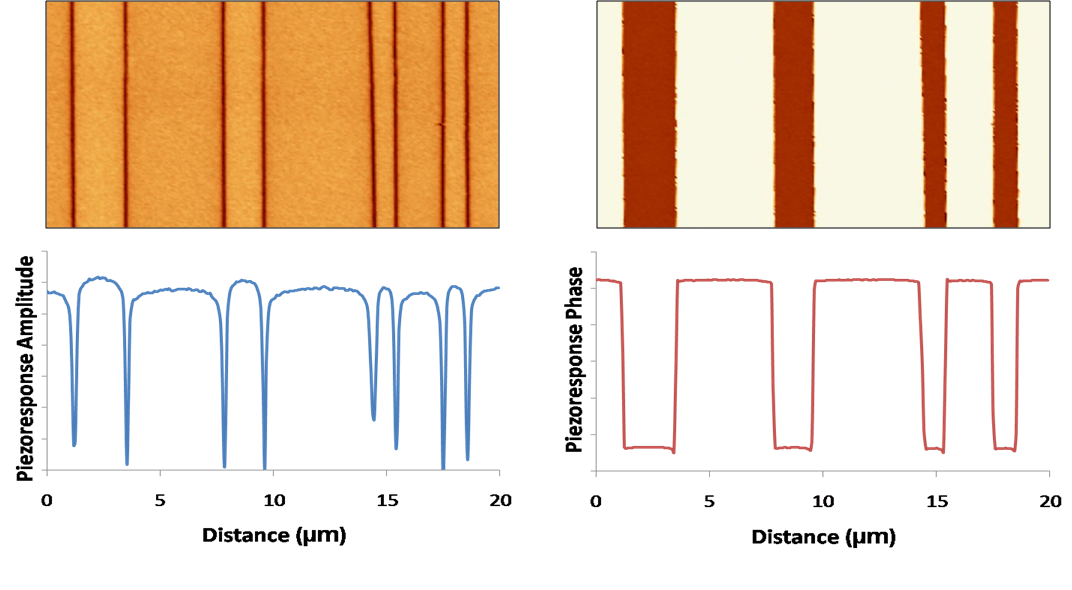
Images PFM (amplitude et phase) de domaines ferroélectriques à 180° dans un cristal de KTP. Sous les images sont représentés les profils de la réponse piézoélectrique.

## Avantages et inconvénients

### Avantages
- résolution nanométrique
- acquisition simultanée de la topographie et de la réponse piézoélectrique
- permet la manipulation des domaines ferroélectriques
- technique non destructive
- Ne nécessite quasiment pas de préparation spécifique de l'échantillon

### Inconvénients
- Les mesures peuvent être longues (plusieurs dizaines de minutes)
- Les détails du contact avec la pointe peuvent modifier l'interaction avec la surface et le contraste de l'image.
- Technique limitée à une surface balayable par l'AFM, typiquement 100x100 µm2.